# Cora Sandel
Cora Sandel (Sara Cecilie Margareta Gjorwell Fabricius) (20 de desembre de 1880, Oslo, Noruega-3 d'abril de 1974, Uppsala, Suècia) fou una escriptora noruega que va viure la majoria de la seva vida fora del país, principalment a França i a Suècia.
Va néixer a Kristiania (ara Oslo), però a l'edat de 12 anys i a causa de dificultats econòmiques la seva família es traslladà a Tromsø, on el seu pare havia estat nomenat comandant naval. Començà a pintar sota tutela de Harriet Backer, i quan encara era una adolescent anà a viure a París, on es casà amb l'escultor suec Anders Jönsson. El 1921 tornaren a Suècia, on guanyà la custòdia del seu fill Erik després de divorciar-se de Jönsson.
Durant la seva joventut, intentà, sense massa èxit, establir-se com a pintora. No fou fins a l'edat de 46 anys que debutà en l'escriptura amb la novel·la Alberte and Jakob, publicada com la primera de la Trilogia d'Alberta. Sandel utilitzà molts elements de la seva pròpia vida i experiència en els seus relats, sovint concrentats en lluites espirituals de dones solitàries i isolades.
La seva casa de Tromsø, construïda el 1838, allotja ara el Perspektivet Museum.
El 1957 fou condecorada amb l'Orde Reial Noruec de St. Olav.

## Obra
- Alberte og Jakob, novel·la ("Alberta and Jacob", 1926, tr. 1962)
- En blå sofa, col·lecció d'historietes ("A Blue Sofa", 1927)
- Alberte og friheten, novel·la ("Alberta and Freedom", 1931, tr. 1963)
- Carmen og Maja, col·lecció d'historietes ("Carmen and Maja", 1932)
- Mange takk, doktor, col·lecció d'historietes ("Many Thanks, Doctor", 1935)
- Bare Alberte, novel·la ("Alberta Alone", 1939, tr. 1965)
- Dyr jeg har kjent, col·lecció d'historietes ("Animals I've Known", 1945)
- Kranes konditori, novel·la ("Krane's Café", 1945-1946, tr. 1968)
- Figurer på mørk bunn, col·lecció d'historietes ("Figures on a dark background", 1949)
- Traducció de La Vagabonde (1952) de Colette.
- Kjøp ikke Dondi, novel·la ("Don't Buy Dondi", 1958, tr. 1960 as "The Leech")
- Vårt vanskelige liv, col·lecció d'historietes ("Our Difficult Life", 1960)
- Barnet som elsket veier, col·lecció d'historietes amb dibuixos ("The Child Who Loved Roads", 1973)

## Premis
- Gyldendal's Endowment el 1937.